# Кантональний геологічний музей
46°31′25″ пн. ш. 6°38′02″ сх. д. / 46.52367° пн. ш. 6.63389° сх. д.
Кантональний геологічний музей (фр. Musée cantonal de géologie de Lausanne або Musée Géologique Cantonal; скорочення MGL) — природничо-науковий музей у швейцарському кантоні Во. 1 січня 2023 року він був об'єднаний з музеями зоології та ботаніки, утворивши новий Кантональний музей природничих наук, або скорочено Natureum.Це державна установа кантонального департаменту культури. Музей внесено до списку культурних надбань національного значення. Він є членом мережі Réseau Romand Science & Cité.
Геологічний музей у Лозанні, поряд з музеєм FocusTerra ETH Zurich, є єдиним державним музеєм, що спеціалізується на геології у Швейцарії. У деяких інших кантонах ця галузь належить лише підпорядкованим відділам загальних державних або муніципальних природничих музеїв та місцевих тематичних музеїв.
Адміністрація, лабораторія та сховище колекцій Геологічного музею розташовані в кампусі Доріньї Лозаннського університету. Постійна експозиція музею, розташована в Палаці Румін у центрі Лозанни, зосереджена на скам'янілостях, демонструє велику колекцію кристалів інституту, а також інші мінерали та гірські породи, а також пояснює геологічну будову Альп. У музеї також регулярно проводяться спеціальні виставки.